# Leela (film, 2002)
Pour les articles homonymes, voir Leela (homonymie).
Pour plus de détails, voir Fiche technique et Distribution.
Leela est un drame, réalisé en 2002, par Somnath Sen. Le film met en vedette Dimple Kapadia, Vinod Khanna et Deepti Naval (en). L'histoire du film est vaguement inspirée du film Un été 42, qui a été présenté en première au Reel World Film Festivalm de Toronto, en 2005, ainsi qu'à l'édition 2002 de l'IAAC Film Festival, organisé par la diaspora indienne, qui s'efforce de faire connaître les films indiens en Occident.

## Synopsis
Leela est une professeur de Bombay. Mariée à un poète populaire, sa vie a toujours été préfixée par le titre de femme de Nashaad. Elle a la chance d'être envoyée comme professeur invitée en Californie, où elle redécouvre, la femme qu'elle est, au-delà des devoirs d'une épouse à laquelle elle a toujours consacré sa vie. Kris arrive comme un soleil brillant dans sa vie, qui lui fait réaliser ses propres désirs, les désirs du corps. Est-ce que ce sera un conte de fées pour toujours heureux ? Ou un autre mélodrame de Bollywood ?

## Fiche technique
Sauf indication contraire, les informations mentionnées dans cette section peuvent être confirmées par la base de données cinématographiques IMDb,  présente dans la section « Liens externes ».
- Titre : Leela
- Réalisation : Somnath Sen
- Musique : Shantanu Moitra (en)
- Production : Lemon Tree Films
- Langue : Hindi - Anglais
- Genre : Drame
- Durée : 97 minutes (1 h 37)
- Dates de sorties en salles :
  -  Inde : 1er novembre 2002

## Distribution
- Dimple Kapadia : Leela
- Deepti Naval (en) : Chaitali
- Amol Mhatre : Kris/ Krishna
- Vinod Khanna : Nashaad
- Gulshan Grover (en) : Jai
- Brendan Hughes : Summer
- Kelly Gunning : JC
- Garrett Devereux : Chip
- Kyle Erby : Jamaal
- Michelle Van Wagner : Jennifer
- Sarayu Rao : Mira
- Partha Dey : Shantanu
- Sandeep Walia : Harsh
- Delna Rastomjee : Joya Chatterjee
- Gargi Sen : Maheed

## Musique
1. Champai Dhoop Ke Saye - Shubha Mudgal (en)
2. Dhuan Uttha Hai - Jagjit Singh
3. Jaag Ke Kaati Raina - Jagjit Singh
4. Jabse Kareeb Ho Ke Chale - Jagjit Singh
5. Jabse Kareeb Ho Ke Chale v2 - Jagjit Singh
6. Kanha Teri Bansuri - Falguni Pathak, Dev Choudhury, Karsan Sagathia, KK
7. Mavan Te Dhiyan - Jaspinder Narula
8. Tere Khayal Ki - Jagjit Singh

## Production
Le film a été tourné en grande partie à Los Angeles grâce aux fonds récoltés par Kavita Munjal et Anjalika Mathur. C'est la première réalisation de Somnath Sen. « C'est une histoire universelle à laquelle beaucoup de femmes pourront s'identifier », a remarqué Dimple Kapadia, sur les plateaux.

## Réception critique
Le film est bien accueilli par la critique. 
Kevin Thomas (en) du Los Angeles Times qualifie Leela de « digne départ des comédies de choc culturel qui ont marqué le cinéma indien américain émergent ». Dave Kehr (en) du New York Times le qualifie de « combinaison inhabituelle des sensibilités de Bollywood et d'Hollywood ».
Anil. S. Arora, de Chowk, écrit que le film peut être considéré comme « le premier film d'art réalisé sur la communauté indienne en Amérique du Nord ». Il ajoute que le film traite du tabou que représente encore le sexe pour la communauté indienne et son « incapacité à l'accepter comme base des relations familiales ».
Il n'est cependant pas satisfait de la façon dont Leela est dépeinte comme une épouse fidèle à un mari volage, ce qui, selon lui, est tout à fait dépassé pour une femme de Bombay qui s'attache à l'égalité sexuelle.
La critique parue dans The Hindu est modérée, louant principalement le jeu d'actrice de Dimple Kapadia, déclarant que l'intrigue a de nombreux points faibles et signant en disant que ce n'est pas un mauvais choix à regarder « à la fin d'une longue journée solitaire ».  Le Deccan Herald écrit : « De bonnes performances, un traitement habile d'un thème complexe, une méthode de narration non conventionnelle, un scénario précis et, bien sûr, une intrigue tendue font de Leela un film qui est plus qu'une simple histoire bien racontée ». The Daily Telegraph le déclare comme un flop dans sa critique positive sur Shantanu Moitra.

## Reconnaissance et prix
- Prix spécial du jury - Reel World Film Festival, Toronto (2002)
- Projeté au Commonwealth Film Festival, Manchester (2002)[12].